# Charitaios
Charitaios (Χαριταῖος) war ein griechischer Töpfer, tätig um 540–530 v. Chr. in Athen.
Er signierte zwei Randschalen, heute in Rom, Museo Torlonia und in Paris, Louvre Cp 10260. Er gehört zu den Kleinmeistern.
Eine Hydria in Reading (Berks County, Pennsylvania), Public Museum 32.769.1 (ehemals Rom, Depolietti; ehemals New York, Sammlung Charles W. Gould) trägt die Signatur Καριθαιος εποιεσεν (Karithaios epoiesen) und stammt demnach von dem Töpfer Karithaios. Nach dieser Vase benannte John D. Beazley den Karithaios-Maler, der stilistisch später anzusetzen ist als die Malerei auf den zwei Vasen des Charitaios, und dem noch zwei weitere Hydrien zugewiesen werden können.